# Ludovico II de Saluzzo
Ludovico II del Vasto (Saluzzo, 23 de marzo de 1438 - Génova, 27 de enero de 1504) fue marqués de Saluzzo entre 1475 y 1504. Era hijo de Ludovico I de Saluzzo y de Isabel de Montferrato, hija de Juan Jaime de Montferrato.

## Primeros años de gobierno
Ludovico II llevó a su fin la política de su sabio padre de equilibrio y amistad con todos los países. Comenzó su reinado desarrollando en 1478 una desastrosa campaña militar contra Carlos I de Saboya que dilapidó la fortuna familiar. Ludovico también intentó introducirse en la pugna por la sucesión en Montferrato y ordenó el salvaje asesinato de Escipión, sobrino de Bonifacio II de Montferrato y uno de los principales candidatos a la sucesión. Conocido el causante de la muerte de su sobrino, Bonifacio se alió a Saboya contra Ludovico. En 1486 Bonifacio invadió el territorio de Langhe para apoyar a Saboya. Esta invasión llegó incluso a sacar del marquesado a Ludovico. Saluzzo de nuevo estaba enfrentada a sus vecinos y había empezado una vertiginosa decadencia. La muerte de Carlos I fue aprovechada por Ludovico para hacer una presa fácil, pero para entonces la gloria pasada ya se había esfumado.

## Al servicio de Francia

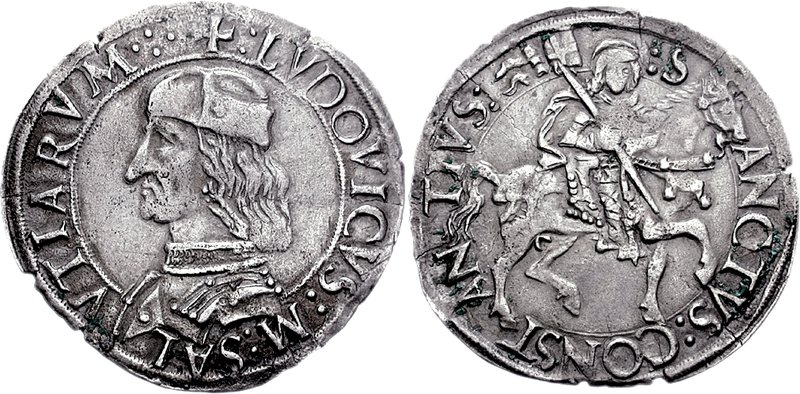
Moneda de 2,86 gr. de plata de Ludovico II de la ceca de Carmañola (1475). En el anverso aparece el busto de Ludovico. En el reverso está representado San Constanzo a caballo y con estandarte.

Cuando Carlos VIII de Francia llegó para conquistar Italia, Ludovico, siempre con alma guerrera, se aprestó a ponerse al servicio de Francia para ampliar sus dominios. Participó junto a los franceses en la batalla de Fornovo (6 de junio de 1495), en la que atacaron Milán. En esta primera batalla salieron derrotados, pero Ludovico continuó junto a Francia hasta que Milán fue conquistada en 1499 por Luis XII de Francia.
Después Ludovico se enfrascó en la guerra contra los españoles en Nápoles. En noviembre de 1503 llegó al golfo de Gaeta para sustituir a Luis de Armagnac, duque de Nemours, al frente del ejército francés. Frente a él, al otro lado del río Garellano, estaba el ejército español dirigido por El Gran Capitán. La situación desesperada de los españoles, en un terreno pantanoso, expuestos a enfermedades y con dificultad para abastecerse de víveres les llevó al ataque. La batalla de Garellano se extendió entre el 27 y 28 de diciembre de ese año y acabó siendo una gran victoria española. Ludovico no tuvo más remedio que capitular el 1 de enero de 1504 en Gaeta entregando la ciudad dos días después y retirándose de Italia, tras lo que vino el Tratado de Lyon (1504) que ponía fin a la segunda guerra de Nápoles.
Tantos gastos militares por las guerras del marqués llevaron al marquesado a una situación desesperada desapareciendo cualquier posibilidad de recuperación económica.

## Legado

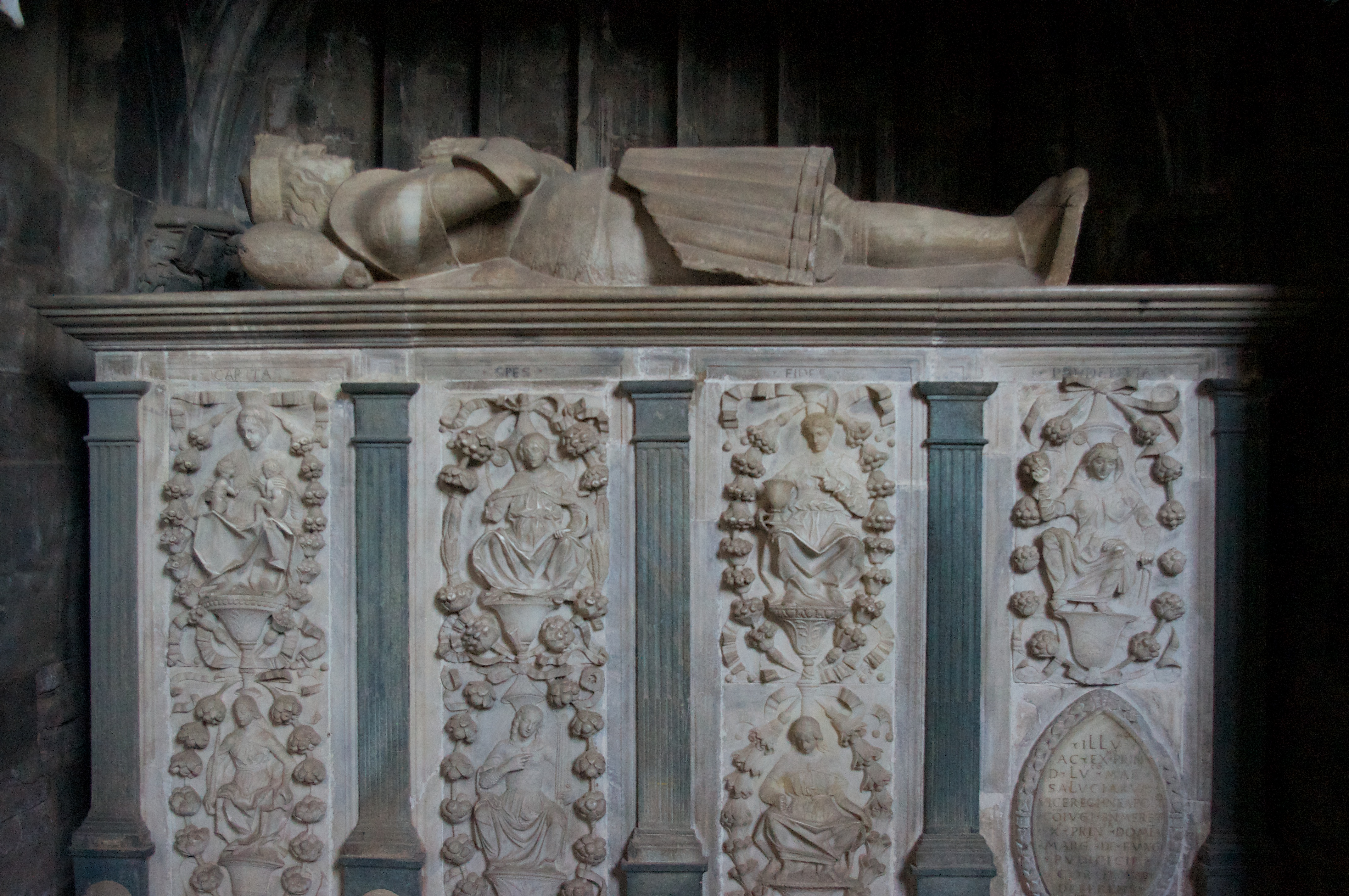
Sarcófago de Ludovico II del Vasto. Iglesia de San Giovanni de Saluzzo.

Cuando falleció, su esposa Margarita de Foix-Candale se convirtió en la regente del marquesado hasta 1526. La tumba de Ludovico está en la iglesia de San Giovanni, en Saluzzo, y fue encargada en 1504 por su esposa y realizada en mármol blanco de Paesana en 1508 por el escultor lombardo Benedetto Briosco. En el nicho de enfrente iba a estar el féretro de la marquesa que, caída en desgracia, finalmente fue enterrada en Castres (Francia) en 1536.
A Ludovico II se debe la construcción de la catedral de Saluzzo, en estilo tardo-gótico piamontesco. También fue el promotor de la construcción del primer túnel alpino, el Buco di Viso, a 2880 metros sobre el nivel del mar en las laderas del monte Monviso. Este túnel abrió una ruta comercial segura y permanente entre el Delfinado y la Provenza, la llamada Vía del Sale.

## Matrimonios y descendencia
En 1481 Ludovico se casó con su prima Juana († 1490), hija de Guillermo VIII de Montferrato, con la cual tuvo dos hijos: 
- Margarita, quien contrajo matrimonio dos veces:
  - En 1496 con Claudio Giacomo di Miolans, conde de Montmayeur y señor de Armance.
  - En 1515 con Pedro López de Ayala, conde de Salvatierra.
- Un niño († Revello, Saluzzo, 1490).

Dos años después de la muerte de su primera esposa, se casó en segundas nupcias con Margarita de Foix-Candale, hija de Juan de Foix, primer conde de Candale y Margarita de la Pole. Margarita era tía de Ana de Foix-Candale, quien pasó por Saluzzo para visitarla en su viaje de Francia a Hungría para casarse con el rey Vladislao II de Hungría y Bohemia.
Con Margarita de Foix tuvo seis hijos, cuatro de ellos le sucedieron en el trono:
- Margarita, casada en 1496 con Claudio Giancomo de Miolans, y en 1515 con Pietro di Salvaterra.
- Miguel Antonio, conde de Carmagnola y su sucesor.[4]
- Giovanni Ludovico, que también le sucedió.
- Francesco Ludovico, que también le sucedió.
- Adriano (1499 – 1501).
- Gabriel, que fue el último marqués de Saluzzo.

| Predecesor: Ludovico I | Marqués de Saluzzo 1475 - 1504 | Sucesor: Miguel Antonio |